# Hruschowo
Hruschowo (ukrainisch Грушово; russisch Грушево Gruschewo, slowakisch Hrušovo, ungarisch Szentmihálykörtvélyes) ist ein Dorf im Süden der ukrainischen Oblast Transkarpatien an der rumänischen Grenze mit etwa 5900 Einwohnern (2004).
Das 1390 erstmals schriftlich erwähnte Dorf liegt in der historischen Region Maramureș.
Bis zum 6. April 1995 trug der Ort den Namen Hruschewe (Грушеве).
Am 12. Juni 2020 wurde das Dorf ein Teil neu gegründeten Siedlungsgemeinde Tereswa im Süden des Rajons Tjatschiw; bis dahin bildete es die Landratsgemeinde Hruschowo (Грушівська сільська рада/Hruschiwska silska rada).
Hruschowo liegt an der Mündung der Apschyzja in die Theiß und an der Fernstraße N 09 unweit des Dorfes Nyschnja Apscha. Das Rajonzentrum Tjatschiw liegt 17 km westlich und das Oblastzentrum Uschhorod 155 km nordwestlich von Hruschowo.
Hruschowo besitzt eine Bahnstation an der Bahnstrecke Tereswa–Welykyj Bytschkiw.